# Eunidia unicolor
Eunidia unicolor là một loài bọ cánh cứng trong họ Cerambycidae.